# Festuca myuros
Festuca myuros (syn. Vulpia myuros (L.) C.C.Gmel.) — вид однодольних квіткових рослин з родини злакових (Poaceae).

## Опис
Однорічна злакова трава. Стебла 8–70 см, досить тонкі, зазвичай прямовисні. Листки 0.5–3 мм завширшки й 2–15 см завдовжки. Піхви та пластини листків гладкі. Язички зазубрені чи усічені, до 1 мм. Суцвіття слабо розгалужена волоть чи китиця, 5–35 см, прямовисна чи злегка поникла. Колоски чітко односторонні, 6–10.5 мм, 5–7-квіткові; більшість квіток двостатеві; дистальні 0–2 квітки поступово зменшуються, чоловічі чи безплідні. Верхні колоскові луски 2.5–6.5 мм, нижні луски 0.4–2.5 мм; 1/10–2/5 верхніх. Леми 4.5–7.5 мм, зазвичай 0.8–1.3 мм ушир, тонко 5-жилкова, від голих до шкірчастих або іноді війчасті по краях; остюк зазвичай 1–2 довжини леми. Палея 1 довжина леми; 2-жилкова.

## Поширення
Росте в північній і східній Африці, Європі, західній, центральній, південній і східній Азії; інтродукований до Північної й Південної Америк, півдня Африка, Австралії, Нової Зеландії, Японії, Великої Британії, й подекуди в пд.-сх. Азії.
Населяє чагарники Quercus, піщані дюни, бур'ян перелогових і оброблених полів.
В Україні вид росте на сухих схилах, пісках та галечниках, кам'янистих розсипах, біля доріг та в населених пунктах на бур'янах — біля Закарпаття, Кримських Передгір'їв та півд. Криму, часто; у Степу відомо 1 місце знаходження поблизу Одеси.